# Kohei Nishino
Kohei Nishino (西野 晃平 Nishino Kohei?, nacido el 15 de abril de 1982 en Hyogo) es un exfutbolista japonés. Jugaba de delantero y su último club fue el Fagiano Okayama de Japón.

## Trayectoria

### Clubes
| Club            | País  | Año         |
| --------------- | ----- | ----------- |
| Oita Trinita    | Japón | 2005        |
| Mito HollyHock  | Japón | 2006 - 2008 |
| Fagiano Okayama | Japón | 2009 - 2010 |